# Западен Калимантан
Западен Калимантан е една от провинциите на Индонезия. Административен център е град Понтианак, който се намира точно на екватора. Населението ѝ е 4 783 209 жители (по преброяване от май 2015 г.), а има площ от 147 307 кв. км. Намира се в часова зона UTC+7.
През 2010 г. религоизният ѝ състав е: 59,22% мюсюлмани, 22,94% католици, 11,38% протестанти, 5,41% будисти и други. Провинцията е разделена административно на 2 града и 12 регентства.